# 351.ª Divisão de Infantaria (Alemanha)
A 351ª Divisão de Infantaria (em alemão:351. Infanterie-Division) foi uma unidade militar que serviu no Exército alemão durante a Segunda Guerra Mundial.

## Comandantes
| Comandante                   | Data                                      |
| ---------------------------- | ----------------------------------------- |
| Generalleutnant Paul Göldner | 10 de março de 1940 - ? de agosto de 1940 |

## Área de operações
| Polônia                    | de março de 1940 - maio de 1940 |
| Alemanha, Bélgica & França | maio de 1940 - agosto de 1940   |